# Limenitis delinita
Limenitis delinita är en fjärilsart som beskrevs av Hans Fruhstorfer 1915. Limenitis delinita ingår i släktet Limenitis och familjen praktfjärilar. Inga underarter finns listade i Catalogue of Life.